# Jacinto Vera
Jacinto Vera (3. července 1813, Atlantský oceán – 6. května 1881, Pan de Azúcar) byl uruguayský římskokatolický duchovní, biskup diecéze Montevideo. Katolická církev jej uctívá jako blahoslaveného.

## Život
Narodil se dne 3. července 1813 na palubě lodi, plující Atlantským oceánem rodičům Gerardu Verovi a Josefě Durán, pocházejícím z obce Tinajo na ostrově Lanzarote na Kanárských ostrovech, patřících pod Španělsko. Rodiče odtud pluli do Uruguaye, kde se chtěli usadit. Pokřtěn byl během zastávky lodi v brazilském městě Florianópolis. Měl sestry Maríi Teodoru a Mariannu a bratry Dionisia Antonia de los Dolores a Francisca.
Po doplutí žil s rodinou na pronajatém statku mezi městy San Carlos a Pan de Azúcar, než roku 1819 zakoupili rodiče vlastní farmu v okolí města Toledo. Své první svaté přijímání přijal v mariánské kapli u města Toledo. Roku 1832 pocítil povolání ke kněžství a v letech 1836–1841 studoval u jezuitů v Buenos Aires.
Dne 28. května 1841 byl vysvěcen na jáhna. Kněžské svěcení přijal dne 5. června 1841 z rukou biskupa diecéze Buenos Aires Mariana Medrana y Cabrera. 6. června téhož roku pak sloužil v Buenos Aires svoji primiční mši svatou, načež se vrátil do Uruguaye.
Dne 4. října 1859 byl jmenován apoštolským vikářem vikariátu Montevideo. Úřadu se ujal 14. prosince téhož roku. Po konfliktu mezi duchovními apoštolského vikariátu svolal v lednu roku 1860 všechny kněze na duchovní cvičení. Od 25. dubna 1860 do ledna 1861 podnikl misionářskou cestu po Uruguay, kdy se setkával s lidmi a kázal.
Dne 8. října 1862 byl kvůli politickým konfliktům s místní vládou vyhoštěn ze země, načež se uchýlil do Buenos Aires. Dne 23. srpna 1863 se pak po politické změně do Uruguaye vrátil a setkal se s vřelým přivítáním. Sblížil se také s novým prezidentem Atanasiem Aguirrem, na jehož přímluvu jej papež bl. Pius IX. jmenoval dne 22. září 1864 titulárním biskupem diecéze Megara. Biskupské svěcení přijal dne 16. července 1865. Světitelem byl arcibiskup z Buenos Aires Mariano José de Escalada Bustillo y Zeballos.
Roku 1867 odjel do Říma, aby se zúčastnil devatenáctistého výročí smrti sv. Petra. Při své cestě navštívil kromě dnešní Itálie také Francii, Portugalsko a Španělsko. Podnikl také pouť do Svaté země. Roku 1869 znovu odcestoval do Říma, kde se zúčastnil I. vatikánského koncilu. Zůstal zde až do jeho ukončení roku 1870.
Mezi 10.–17. červencem 1871 pracoval na usmíření mezi generálem Timoteem Apariciem a prezidentem Lorenzem Batlle y Grauem. To se mu však nepodařilo a tento konflikt vedl k občanské válce, zvané revoluce kopí, zuřící mezi lety 1870–1872. Podpořil návrat jezuitů do země roku 1872 a příchod salesiánů Dona Boska roku 1876. Se sv. Janem Boscem si také dopisoval.
Dne 15. července 1878 jej papež Lev XIII. po povýšení apoštolského vikariátu Montevideo na diecézi jmenoval jejím prvním biskupem.

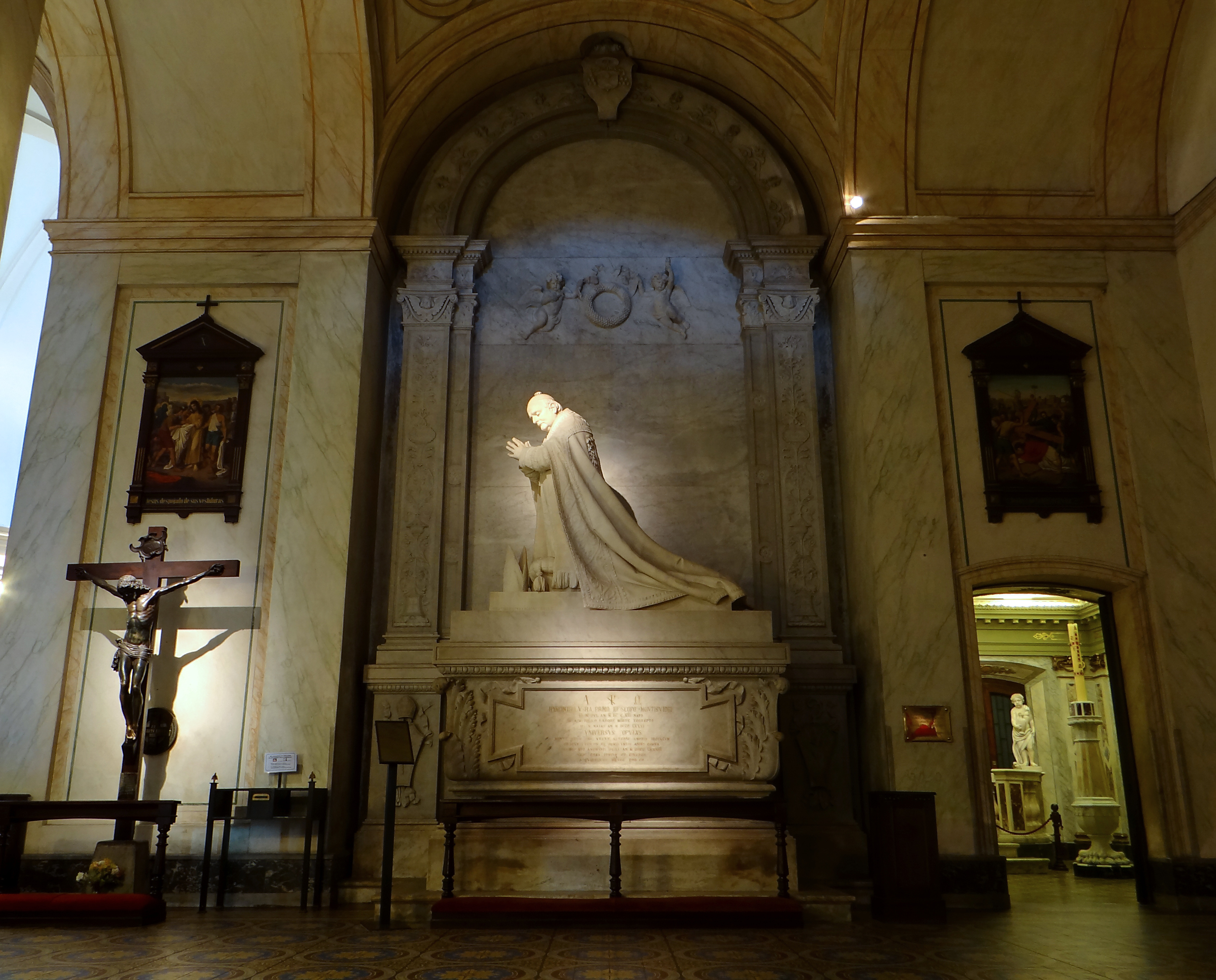
Jeho hrobka v katedrále Neposkvrněného početí a sv. Filipa a Jakuba v Montevideu

Zemřel během své misijní cesty ve městě Pan de Azúcar dne 6. května 1881. Jeho pohřbu se zúčastnily stovky lidí. Pohřben je v katedrále Neposkvrněného početí a sv. Filipa a Jakuba v Montevideu. V Montevideu je po něm také pojmenována městská čtvrť.

## Úcta
Jeho beatifikační proces započal dne 28. února 1992. Dne 5. května 2015 jej papež František podepsáním dekretu o jeho hrdinských ctnostech prohlásil za ctihodného. Dne 17. prosince 2022 byl uznán zázrak na jeho přímluvu, potřebný pro jeho blahořečení.
Blahořečen pak byl dne 6. května 2023 na stadionu Centenario v Montevideu. Obřadu předsedal jménem papeže Františka kardinál Paulo Cezar Costa.
Jeho památka je připomínána 6. května. Bývá zobrazován v biskupském oděvu.